# AC. Documentos de Actividad Contemporánea
A. C. Documentos de Actividad Contemporánea, publicada en català en els seus darrers números ja durant la Guerra Civil espanyola, és la revista que va servir com a mitjà d'expressió i difusió de l'arquitectura i altres inquietuds del moviment racionalista a l’Estat espanyol, promoguda i liderada pels membres del GATCPAC, i financiada per múltiples indústries de la construcció catalanes.
Se'n van publicar 25 números entre 1931 i 1937 que van servir de mitjà d'expressió tant a manifests, traces i realitzacions de la nova arquitectura d'avantguarda –seguint la via empresa per l'arquitectura racionalista de Le Corbusier– com a altres propostes artístiques plàstiques i literàries relacionades amb l'art de les avantguardes històriques durant la Segona República Espanyola.
La revista AC va donar a conèixer els projectes i obres arquitectòniques del grup GATCPAC –com els de Josep Lluís Sert, Sixte Illescas o Josep Torres Clavé, directors de la publicació, així com d’obres modernes internacionals i de la branca espanyola GATEPAC, com Fernando García Mercadal, un dels promotors del grup des del seu origen, o José Manuel Aizpúrua i Joaquín Labayen, i va servir de mitjà de difusió de les obres dels més destacats arquitectes avantguardistes internacionals. A les seves pàgines van aparèixer realitzacions i dissenys de JJP Oud, Le Corbusier, Walter Gropius, Mies van der Rohe, Erich Mendelsohn, Van Doesburg, Richard Neutra o Berthold Lubetkin, entre molts d'altres